# Alfred Wegener
Alfred Lothar Wegener (Berlin, 1880. november 1. – Grönland, 1930. november) német meteorológus, sarkkutató és földtantudós. Legfontosabb felfedezése a mai lemeztektonika elméletének alapjául szolgáló kontinensvándorlás gondolata, amelyet csak a halála után fogadott el a tudományos világ.

## Pályafutása
Ötgyermekes lelkész legkisebb fia volt. Apja teológiát és régi nyelveket tanított.
Alfred már fiatal korában érdeklődött a természettudományok iránt. Gimnáziumi tanulmányai után a berlini, heidelbergi, majd az innsbrucki egyetemen fizikát, meteorológiát és csillagászatot tanult. Berlini tanulmányai idején gyakornokként dolgozott az ottani Urania csillagvizsgálóban is. Doktori disszertációját 1905-ben írta csillagászatból, de tanulmányai befejezése után egyre inkább a meteorológia és a fizika felé fordult. A csillagászatban akkori véleménye szerint már nem volt sok kutatni való, és zavarta az is, hogy e tudomány művelői erősen kötve voltak kutatási helyükhöz, az adott csillagvizsgálóhoz.
1905-ben a Beeskow melletti aeronautikai obszervatórium munkatársa lett Kurt bátyjával együtt, aki osztotta szakmai képzettségét és érdeklődését. Ők ketten egy meteorológiai kutató léggömbbel 1906. április 5–7-én 52,5 órás repüléssel időtartam-csúcsot állítottak fel.
Ugyancsak 1906-ban indult el Wegener első grönlandi útjára, amit később élete fordulópontjának nevezett. A dán Ludvig Mylius-Erichsen vezette expedíció a grönlandi partvidék utolsó ismeretlen szakaszainak feltérképezését tűzte ki célul. Wegener kiépítette az első grönlandi meteorológiai állomást Danmarkshavn mellett, ahol sárkányok és ballonok segítségével is végzett méréseket. A kutatás veszélyességét mutatta, hogy az expedíció vezetője két társával halálos balesetet szenvedett.

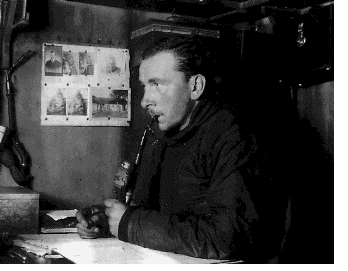
Wegener 1912–1913 telén Grönlandon

1908-as hazatérésétől az első világháború kirobbanásáig a marburgi egyetemen volt docens, meteorológiát, csillagászatot és kozmikus fizikát tanított. Könyvben dolgozta fel a grönlandi kutatások eredményeit. 1912 januárjában tette közzé először gondolatait a kontinensek vándorlásáról. 1912–13-ban vett részt második grönlandi expedícióján. Ennek során hajtották végre az első áttelelést a sziget belsejében. Ugyancsak először végeztek kutatófúrásokat mozgó gleccserjégben.
Hazatérése után Wegener feleségül vette Else Köppent, korábbi tanára és mentora, Wladimir Köppen meteorológus lányát.
Tartalékos tisztként az első világháború kezdetekor azonnal behívták. Kétszer megsebesült Belgiumban, csapatszolgálatra alkalmatlanná vált. Ezután a katonai meteorológiai szolgálathoz osztották be. Sokat utazott az európai frontok meteorológiai állomásai között.
Még 1915-ben kiadott egy kötetet a kontinensek kialakulásáról (Die Entstehung der Kontinente und Ozeane), de ez a háborús körülmények között csekély érdeklődést váltott ki.
1917-ben tudományos vizsgálatnak vetette alá a Németország területén 1916-ban becsapódott Treysa meteoritot.

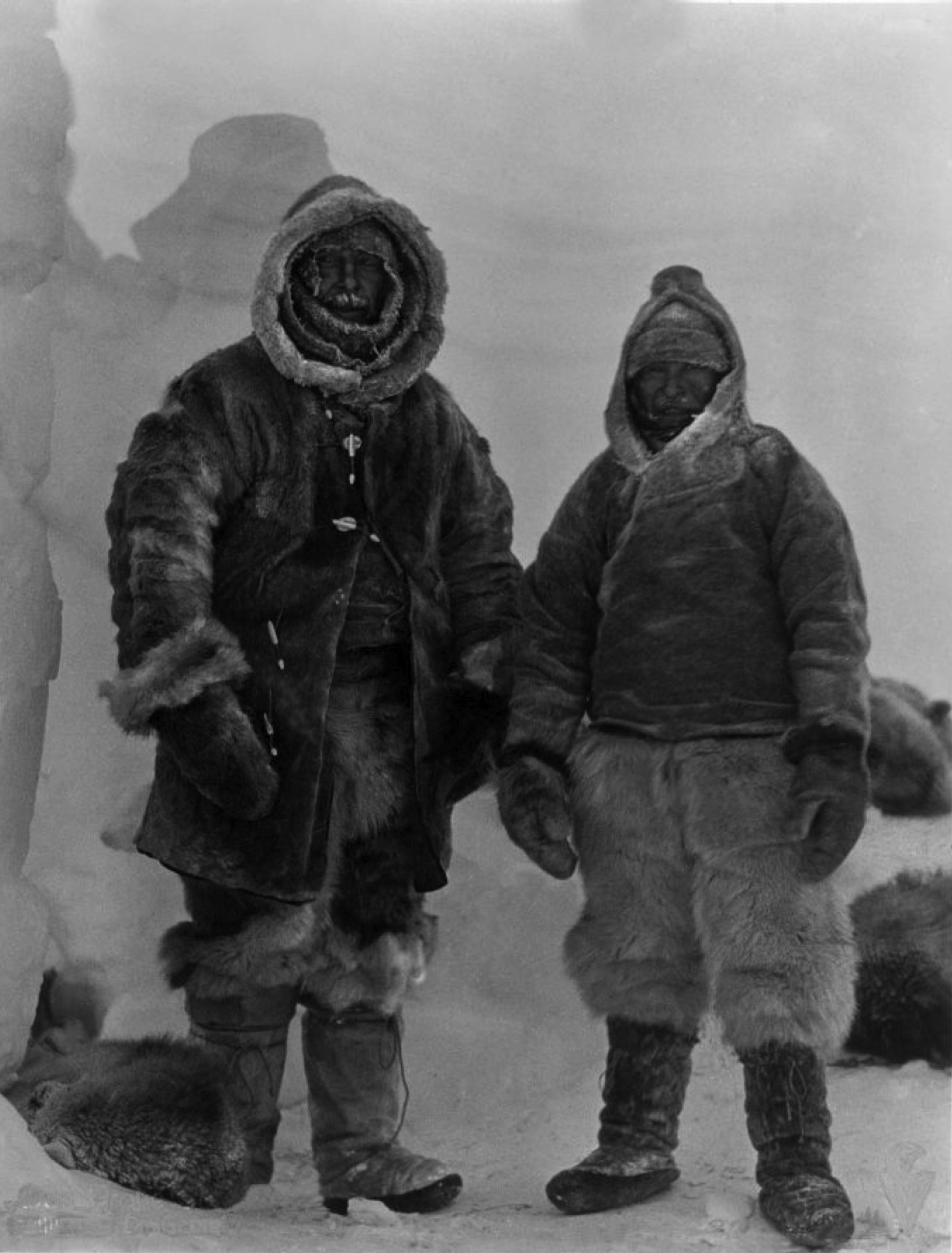
Alfred Wegener (balra) utolsó fényképe

A háború után feleségével és két lányával Hamburgba költözött, ahol a Német Tengerhajózási Intézet meteorológusaként dolgozott. 1921-től a hamburgi egyetemen is tanított.
1919 és 1923 között apósával együtt a Die Klimate der geologischen Vorzeit című könyvön dolgozott, amelyben megvetették a paleoklimatológia alapjait.
1922-ben jelent meg a kontinensek keletkezéséről szóló könyvének harmadik, teljesen átdolgozott kiadása. Elmélete most már nemzetközi visszhangot váltott ki, de a szakmai kritika túlnyomórészt elutasította azt.
1924-ben Wegener tanszéket (meteorológia és geofizika) kapott grazi egyetemen, és ezzel biztosítani tudta családja anyagi helyzetét. Tudományos munkájában a földi atmoszféra fizikáját és optikáját kutatta, valamint a tornádókat tanulmányozta. Folytatta második grönlandi expedíciója tudományos eredményeinek feldolgozását.
1926-ban New Yorkban a kőolajkutató geológusok szimpoziumán ismertette elméletét a kontinensek vándorlásáról, de a visszhang itt is negatív volt. Ennek ellenére három évvel később újra megjelentette erről szóló könyvét, kibővített kiadásban.
1929-ben utazott harmadik és egyben utolsó grönlandi expedíciójára. Ennek egyik fő célja a propelleres szánok kipróbálása volt. 1930 novemberében azonban, valószínűleg 16-án Wegener eltűnt. Holttestét, gondosan eltemetve a jégben, 1931 májusában találták meg. Vele együtt eltűnt grönlandi kísérője azonban soha nem került elő, és Wegener naplója sem.

## Tudományos eredményei

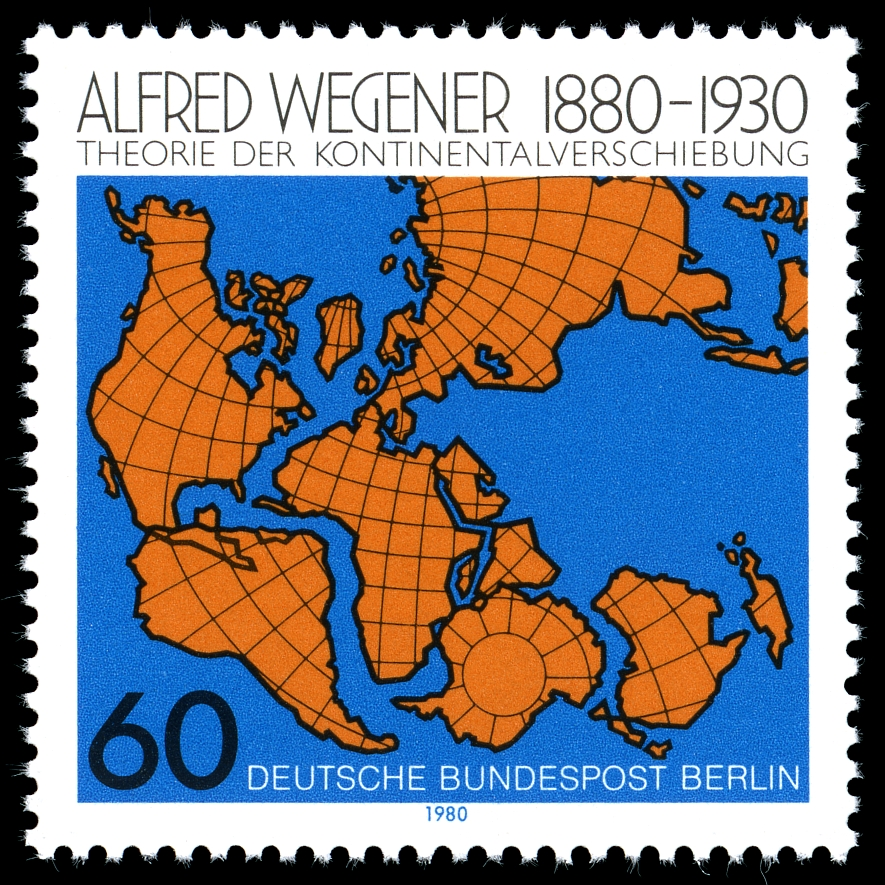
1980-as német bélyeg 100. születésnapjára

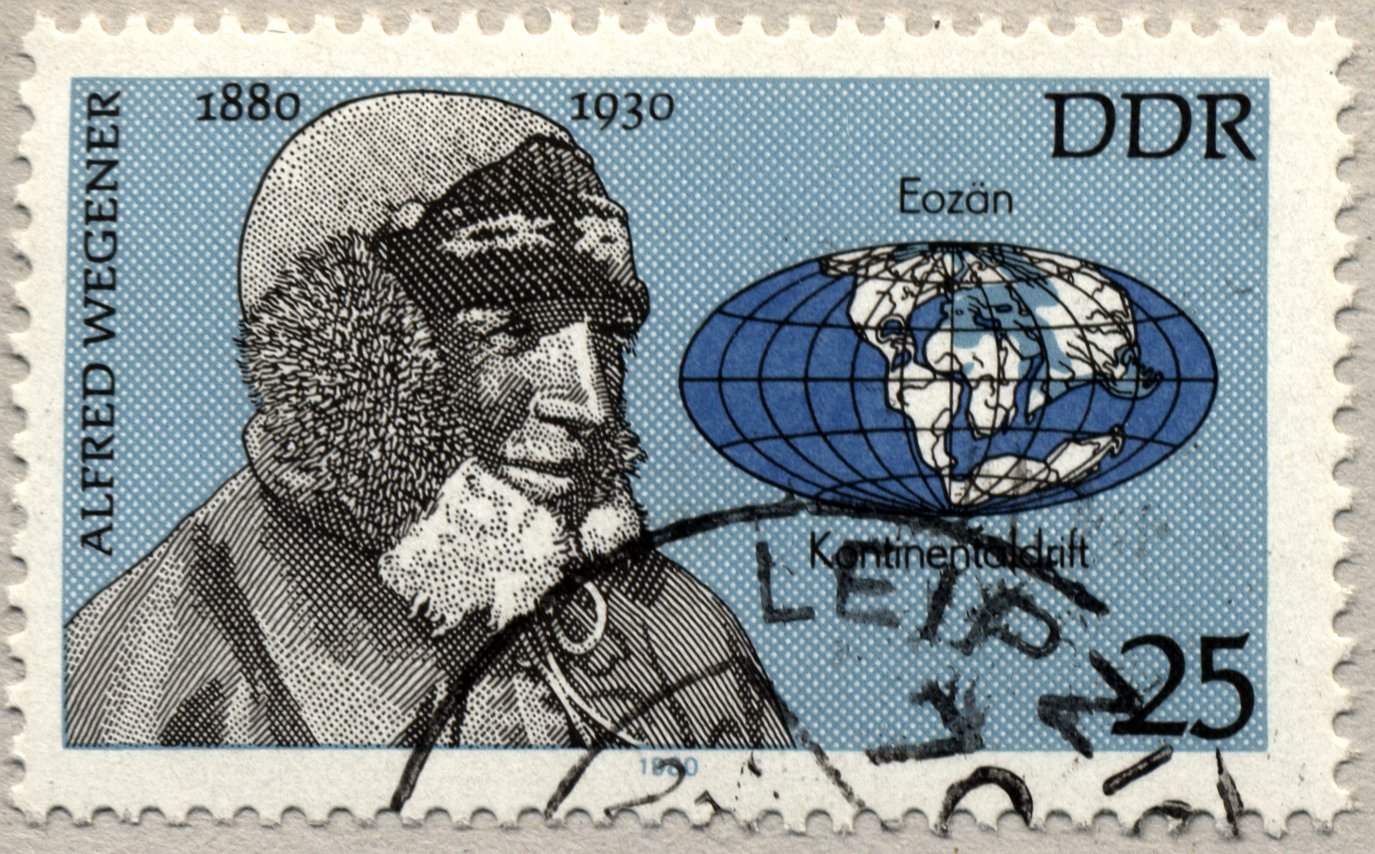
Alfred Wegener egy NDK-beli bélyegen

Wegener fő sikere a posztumusz messzemenően elismert kontinensvándorlási elmélet kidolgozása volt. Emellett jelentőset alkotott a becsapódási kráterek kutatása terén is, a Treysa-meteorit vizsgálatából kiindulva. Ő jutott arra a gondolatra, hogy a Hold kráterei is meteor-becsapódások eredményei. Már 1921-ben megjósolta, hogy a Föld felszínén is sok meteor-kráter vár felfedezésre. Akkoriban még csak a Barringer-krátert ismerték, de erről is csak 1930-ban fogadták el, hogy az becsapódási kráter. Wegener maga azonosította és írta le a Kaali krátert Saaremaa szigetén 1927-ben. Ez akkor a negyedik ilyen felismert kráter volt.
A meteorológia terén leginkább a légkör fizikájával foglalkozott. Ő vezette be elsőként a meteorológiába a turbulencia fogalmát, és ő írta le elsőként tudományosan helyesen a délibáb jelenségét.
Utolsó grönlandi expedíciójának részvevői számára speciális ruhát tervezett a bennszülöttek anorákja alapján. Ezt a modellt vették át később a téli sportok ruhatervezői.

## Fordítás
Ez a szócikk részben vagy egészben  az   Alfred Wegener című német Wikipédia-szócikk fordításán alapul.  Az eredeti cikk szerkesztőit annak laptörténete sorolja fel. Ez a jelzés csupán a megfogalmazás eredetét és a szerzői jogokat jelzi, nem szolgál a cikkben szereplő információk forrásmegjelöléseként.